# Гонсалу-Бокаш
Гонсалу-Бокаш (порт. Gonçalo Bocas)  —  район (фрегезия) в Португалии,  входит в округ Гуарда. Является составной частью муниципалитета  Гуарда. По старому административному делению входил в провинцию Бейра-Алта. Входит в экономико-статистический  субрегион Бейра-Интериор-Норте, который входит в Центральный регион. Население составляет 217 человек на 2001 год. Занимает площадь 6,86 км².